# Festival international du film d'animation d'Annecy 1960
Le Festival international du film d'animation d'Annecy 1960, 1re édition du festival, s'est déroulé en juin 1960.

## Palmarès

### Cristal d'Annecy
- Le Lion et la Chanson de Břetislav Pojar (Tchécoslovaquie)